# 日内瓦分數
日内瓦分數，或称日内瓦评分（英語：Geneva score）是一种临床预测模組,根據患者的風險因子和臨床表現來進行檢驗檢查前肺栓塞(PE)概率的預測。Geneva score 除了被證明和Wells Score一樣準確之外，臨床醫師在使用該模式時，較不需要依賴臨床經驗的輔助。 目前有針對這個預測模式進行修改及簡化，而推出最新的simplified Geneva score (簡化日內瓦分數)，該簡化版本適用於一般群眾，並且和初始版本(original Geneva score)一樣，都能提供相同的肺栓塞預測效果。 順帶一提，現階段也針對孕婦提出適用孕期的肺栓塞風險預測模式(Pregnancy Adapted Geneva score)。

## 初始版日內瓦分數 (original Geneva score)
来源： 
日內瓦分數最開始是在2001年被提出來當作肺栓塞風險預測的工具，該模組的建立主要以瑞士日内瓦的日內瓦大學附設醫院急診(emergency center of the University Hospital of Geneva)病患為主。
該模組使用7個風險因子和臨床變數來進行風險預測:
| 變數                                 | 分数 |
| 年齡                                 | 年齡 |
| ------------------------------------ | ---- |
| 60 – 79 歲                           | 1    |
| 80 歲以上                            | 2    |
| 靜脈血栓栓塞病史                     |      |
| 深部靜脈栓塞(DVT) 或 肺栓塞(PE) 病史 | 2    |
| 手術史                               |      |
| 4周內接受過手術                      | 3    |
| 心率                                 |      |
| 心率 >100 次/分鐘                    | 1    |
| PaCO2 （動脈血中二氧化碳分壓）       |      |
| <35 毫米汞柱                         | 2    |
| 35-39 毫米汞柱                       | 1    |
| PaO2 （動脈血中氧氣分壓）            |      |
| <49 毫米汞柱                         | 4    |
| 49-59 毫米汞柱                       | 3    |
| 60-71 毫米汞柱                       | 2    |
| 72-82 毫米汞柱                       | 1    |
| 胸部 X 光檢查结果                    |      |
| 帶狀肺塌陷                           | 1    |
| 半邊橫膈膜上升                       | 1    |

將上述7個危險因子對應到的分數加總，可得到總分，即為Geneva score。分數的高低可預測患者發生肺栓塞的概率，兩者大抵成正相關(分數越低，概率越低):
- <5 分 表示 PE 的可能性較低 (10%)
- 5 - 8 分表示 PE 的可能性中等（38%）
- >8分表明PE的可能性很高。 (81%)

## 修改版日内瓦分数 (Revised Geneva Score)
近期已提出修改版日内瓦分数。 該版本簡化了評分過程，也已經被證實其預測肺栓塞概率的成效和Wells score一致。

相較於原始版本，修改版使用了8個在臨床上較易取得的變數，並刪除需要到醫院診所才能檢測到的動脈血分壓以及胸部X光項目。變數以及相對應的分數如下:
| 變數                        | 分數 |
| --------------------------- | ---- |
| 年齡 - 65歲以上             | 1    |
| 深部靜脈栓塞 或 肺栓塞 病史 | 3    |
| 1個月內動過手術或者發生骨折 | 2    |
| 非已治癒的惡性腫瘤          | 2    |
| 單側下肢疼痛                | 3    |
| 咯血                        | 2    |
| 心率 - 每分鐘 75 至 94 次   | 3    |
| 心率 - 每分鐘 95 次以上     | 5    |
| 下肢按壓疼痛並且單側水腫    | 4    |

根據變數將得到的分數加總，同樣的分數的高低也與肺栓塞的概率成正相關:
- 0 - 3 分 表示 概率較低 (8%)
- 4 - 10 分 表示 概率中等 (29%)
- 11 分以上 表示 概率较高 (74%)

得到的肺栓塞概率可以決定是否需要進一步的檢驗檢查，這些檢驗檢查項目包括，D-dimer, 通氣/灌流掃描(ventilation/perfusion scan)，電腦斷層肺血管造影(CT pulmonary angiography)等，可以幫助確診或排除肺栓塞.

## 簡化版日内瓦分数 (simplified Geneva score)
2008年10月27日，《美国医学会内科杂志》(JAMA Internal Medicine)，原名《内科纪事》(Archives of Internal Medicine)針對日內瓦分數進行前瞻性研討並提出更新的修訂版，並將其稱為簡化版日內瓦分數(simplified Geneva score)。簡化版本將各個變數的權重替換為1分，來減少相關變數在臨床使用時出錯時產生的影響。該報告指出，與之前版本相比，簡化版的預測模組並不會降低評估患者肺栓塞風險概率的診斷效力。
簡化版日内瓦分数：
| 變數                        | 分數 |
| --------------------------- | ---- |
| 年齡 >65                    | 1    |
| 深部靜脈栓塞 或 肺栓塞 病史 | 1    |
| 1個月內動過手術或者發生骨折 | 1    |
| 非已治癒的惡性腫瘤          | 1    |
| 單側下肢疼痛                | 1    |
| 咯血                        | 1    |
| 下肢按壓疼痛並且單側水腫    | 1    |
| 心率 - 每分鐘 75 至 94 次   | 1    |
| 心率 - 每分鐘 95 次以上     | 2    |

簡化版的日內瓦分數適合用於排除肺栓塞。當患者得分在2分以下，會被認為當下不太可能發生肺栓塞。作者提出，當患者得分低於2並且 D-dimer數值在正常範圍內時，該患者發生肺栓塞的可能性為 3%。

## 孕期適用日內瓦分數 (Pregnancy Adapted Genava, PAG)
2021年，為了適用於懷孕婦女，因而對於修改版日內瓦分數的參數進行刪改。一些變數被刪除，而其餘變數的閾值則進行相關評估確認是否需要修改，以便更好的適用於這群因懷孕而發生生理基準數值改變的婦女；例如心率偏快的切點調高、好發年齡的切點調降等等。根據作者的說法，PAG 版本 ROC曲線 的 AUC(area under curve) 是 0.795 (CI 0.690-0.899)。和修改版日內瓦分數(Revised Geneva Score) ROC曲線的 AUC 數值相比，PAG ROC曲線的AUC 數值相似，甚至更好。然而需要注意的是，PAG是根據懷孕族群進行相關變數的刪改，並沒有針對懷孕族群進行大規模的數據檢測統計分析，而AUC是根據作者所選的懷孕族群而取得的。該模組不適用於非懷孕族群。
患者可被區分為低、中、高 檢驗檢查前肺栓塞概率：
- 0-1分：低風險（PE風險<10%）
- 2-6分：中等風險（PE風險10-50%）
- >6分：高風險（>50% PE風險）

| 變數（修改部分以粗體表示）    | 分数 |
| ----------------------------- | ---- |
| 年龄 40（ 65）歲以上          | 1    |
| 深部靜脈栓塞 或 肺栓塞 病史   | 3    |
| 1個月內動過手術或者發生骨折   | 2    |
| 非已治癒的惡性腫瘤            | 2    |
| 單側下肢疼痛                  | 3    |
| 咯血                          | 2    |
| 心率 - 每分鐘 75 至 94 次     | 3    |
| 心率 - 每分鐘 110 (95) 次以上 | 5    |
| 下肢按壓疼痛並且單側水腫      | 4    |

## 外部鏈接
修改版日内瓦分数線上計算機 （页面存档备份，存于）